# نبيل صادق
المستشار نبيل أحمد توفيق صادق النائب العام المصري من 19 سبتمبر 2015 وحتى 19 سبتمبر 2019. والذي تم تعينة بقرار من مجلس القضاء الأعلى خلفا للمستشار هشام بركات الذي تعرض للاغتيال في 29 يونيو 2015 .

## تدرجه الوظيفي
- تخرج المستشار نبيل صادق في أكاديمية الشرطة عام 1976، وحصل على ليسانس الحقوق بتقدير عام جيد جدا و بكالوريوس علوم شرطة[6]، وعمِل بجهاز الشرطة حتى وصل لرتبة نقيب، ثم قدم استقالته وعمل بسلك القضاء في وظيفة مساعد نيابة، واستمر في العمل وتولى مناصب قضائية، من بينها رئيس نيابة بنيابة الشؤون المالية والتجارية، ورئيس نيابة بنيابة جنوب القاهرة، كما عمِل مع النائب العام الأسبق رجائي العربي بالمكتب الفني للنائب العام وتفتيش النيابات.
- سافر للعمل بدولة قطر على سبيل الإعارة لمدة 6 سنوات قاضيا بمحكمة التمييز القطرية[7]، وبعد عودته شغل منصب نائب رئيس محكمة النقض بإحدى الدوائر التجارية، كما تولى رئاسة مكتب التعاون الدولي بمحكمة النقض، ومثَّل القضاء المصري في عدة محافل دولية سواء مؤتمرات أو لقاءات مع وفود دولية، لإجادته اللغة الإنجليزية تحدثا وكتابة.